# NGC 6392
NGC 6392 est une galaxie spirale intermédiaire située dans la constellation de l'Oiseau de paradis. Sa vitesse par rapport au fond diffus cosmologique est de 3 649 ± 45 km/s, ce qui correspond à une distance de Hubble de 53,8 ± 3,8 Mpc (∼175 millions d'al). NGC 6392 a été découverte par l'astronome britannique John Herschel en 1835.
La classe de luminosité de NGC 6392 est I-II.